# Козьянський замок

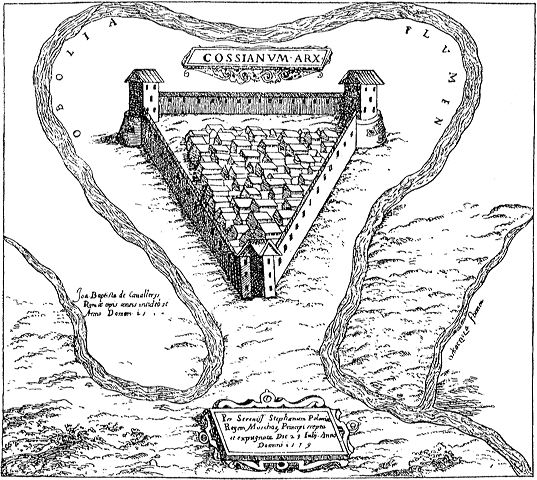
Малюнок Станіслава Пачаловецького, 1579 рік

Козьянський замок — замок, який існував у 16 столітті на північ від села Козьяни Вітебського повіту (нині Шумілинський район). Він був побудований у 1563 р. Під час Інфлянтської війни 1558—1582 рр. за наказом царя Івана Грозного як прикордонне укріплення.
Планування та розміри замку визначалися мисом річки Оболь. Будівля дерев'яна, трикутна в плані (50х120х110 м), із 3 чотирикутними вежами (всередині були розділені на 3 бойові яруси), покрита двосхилим дахом. Вежа, розташована в перешийку вигину річки, мала арочний прохід, решта — «глуха», стояла на напівкруглих в плані фундаментах, вирізаних круглими бійницями вгорі. Центральну частину внутрішнього простору замку займали житлові будинки. Замок був зруйнований у 1579 році військами Речі Посполитої.
Замчище відомо з 1837 року. Досліджено в 1972 році. На витягнутому мисі, що простягається із заходу на схід, збереглися залишки земляних валів, що оточують трикутну платформу. Із заходу видно залишки рову.

Замчище включене до Державного списку історико-культурних цінностей Республіки Білорусь як об'єкт історико-культурної спадщини регіонального значення. У списку це віднесено до села Красамай.